# Serrasalmus
Serrasalmus és un gènere de peixos de la família dels caràcids i de l'ordre dels caraciformes.

## Morfologia
- Tenen les dents esmolades.
- Presenten una forma romboïdal.[2]

## Taxonomia
- Serrasalmus altispinis (Merckx, Jégu & Mendes dos Santos, 2000)[3]
- Serrasalmus altuvei (Ramírez, 1965)[4]
- Serrasalmus baratai (Amaral Campos, 1946)
- Serrasalmus brandtii (Lütken, 1875)[5]
- Serrasalmus compressus (Jégu, Leao & dos Santos, 1991)[6]
- Serrasalmus eigenmanni (Norman, 1929)[7]
- Serrasalmus elongatus (Kner, 1858)[8]
- Serrasalmus geryi (Jégu & dos Santos, 1988)[9]
- Serrasalmus gibbus (Castelnau, 1855)[10]
- Serrasalmus gouldingi (Fink & Machado-Allison, 1992)[11]
- Serrasalmus hastatus (Fink & Machado-Allison, 2001)[12]
- Serrasalmus hollandi (Eigenmann, 1915)[13]
- Serrasalmus humeralis (Valenciennes, 1850)[14]
- Serrasalmus irritans (Peters, 1877)[15]
- Serrasalmus maculatus (Kner, 1858)[8]
- Serrasalmus manueli (Fernández-Yépez & Ramírez, 1967)[16]
- Serrasalmus marginatus (Valenciennes, 1836)[17]
- Serrasalmus medinai (Ramírez, 1965)[18]
- Serrasalmus nalseni (Fernández-Yépez, 1969)[19]
- Serrasalmus neveriensis (Machado-Allison, Fink, López Rojas & Rodenas, 1993)[20]
- Serrasalmus nigricans (Spix & Agassiz, 1829)[21]
- Serrasalmus rhombeus (Linnaeus, 1766)[22][23]
- Serrasalmus sanchezi (Géry, 1964)[24]
- Serrasalmus serrulatus (Valenciennes, 1850)[14]
- Serrasalmus spilopleura (Kner, 1858)[8][25][26][27][28][29][30][31][32][33]